# SN 2001ac
SN 2001ac – niepotwierdzona supernowa typu IIn? odkryta 12 marca 2001 roku w galaktyce NGC 3504. W momencie odkrycia miała maksymalną jasność 18,20m.